# Lycaugesia perpurpura
Lycaugesia perpurpura là một loài bướm đêm trong họ Noctuidae.